# Chocolat – Ein kleiner Biss genügt
Chocolat – Ein kleiner Biss genügt (Originaltitel: Chocolat) ist ein britisch-US-amerikanischer Spielfilm aus dem Jahr 2000, der auf dem Roman Chocolat von Joanne Harris basiert. Der Film zeigt „ein Märchen für Erwachsene“ und ist gleichzeitig ein Appell zur Toleranz. Regie bei dem Romantikfilm führte Lasse Hallström, das Drehbuch schrieb Robert Nelson Jacobs. Die Hauptrolle spielte Juliette Binoche.

## Handlung

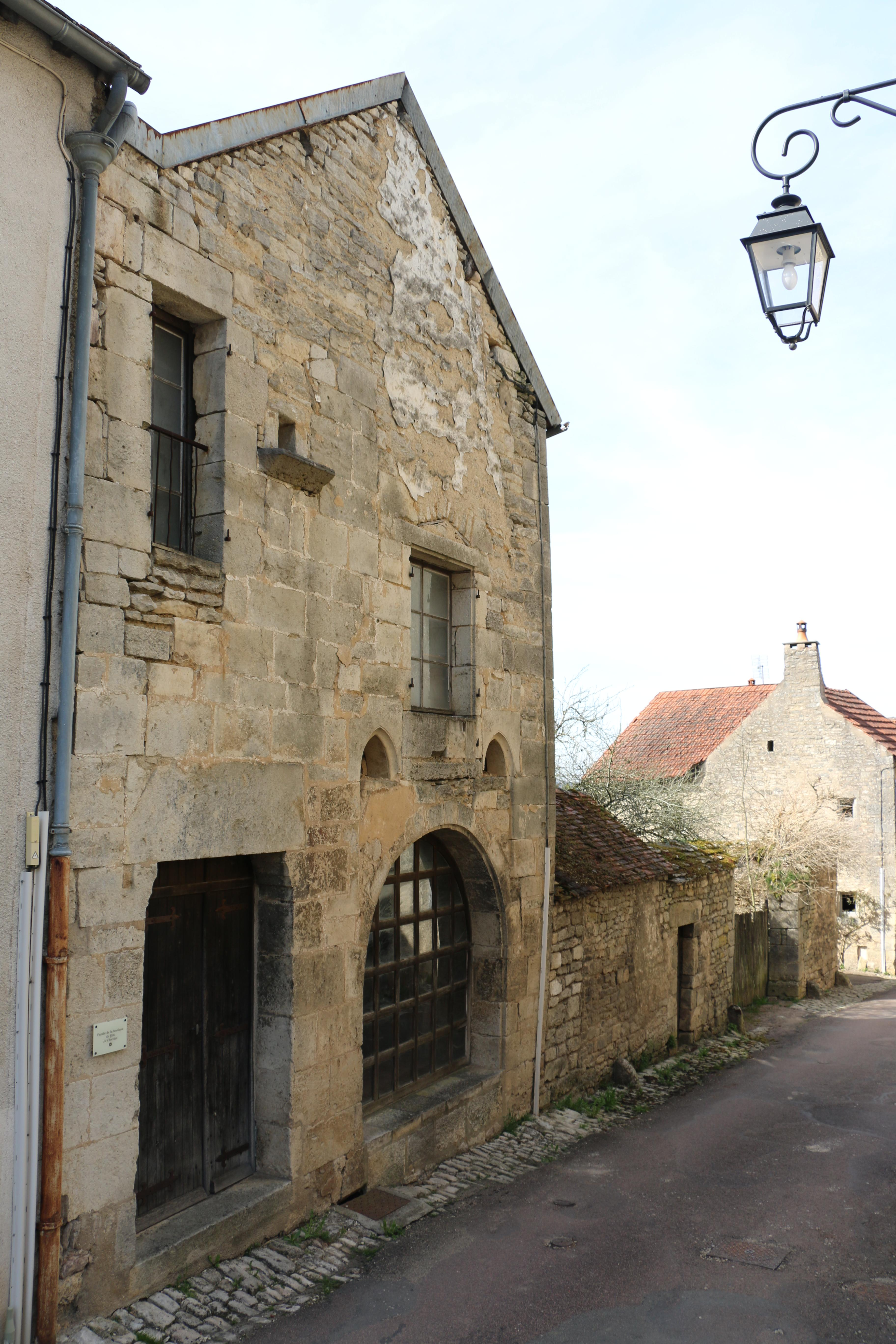
Haus in Flavigny-sur-Ozerain, das als Kulisse für die Chocolaterie diente

An einem eiskalten, windigen Tag im Winter 1959 kommt Vianne Rocher mit ihrer Tochter Anouk im verschlafenen Provinzstädtchen Lansquenet-sous-Tannes zwischen Toulouse und Bordeaux an. Vianne ist eine Ruhelose, die mit dem Nordwind zieht und sich von ihrer verstorbenen Mutter Chiza leiten lässt, die einst als Nomadin in Mexiko gelebt und ihrer Tochter die Geheimnisse der Schokoladenzubereitung anvertraut hat.
In dem Provinzstädtchen mietet Vianne eine leerstehende ehemalige Pâtisserie von der alten Dame Armande und baut sie in eine Chocolaterie um. Sie eröffnet ihren Laden während der Fastenzeit – sehr zum Missfallen des bigotten Bürgermeisters Comte de Reynaud, der die Geschicke der Stadt mit konservativer, asketischer Hand leitet und selbst die Predigttexte des jungen Pfarrers vor ihrer Verkündigung sichtet und in seinem Sinne korrigiert.
Noch mehr als mit ihren Süßigkeiten und Pralinen macht sich Vianne durch ihr offenes, herzliches Wesen in dem Städtchen einige Freunde. Darunter ist auch Armande, die mit ihrer verwitweten Tochter Caroline im Clinch liegt und daher ihren Enkel Luc nicht sehen darf. Reynaud sieht in Vianne immer stärker die Verkörperung der Versuchung, zumal sie nicht in die Kirche geht und alleinerziehende Mutter einer unehelichen Tochter ist. Sie zieht sich seinen Unmut noch weiter zu, als sie die von ihrem Ehemann Serge misshandelte Kleptomanin Joséphine bei sich aufnimmt und ihr das Handwerk der Pralinenherstellung beibringt. Reynaud versucht, den Kneipier Serge wieder auf den Pfad der Tugend zu bringen, um ihre Ehe zu retten, aber der kann nach anfänglichen Erfolgen nicht vom Alkohol lassen und wird erneut gewalttätig, als Joséphine seine Entschuldigung zwar akzeptiert, aber nicht zu ihm zurückkehren möchte.
In einer Gute-Nacht-Geschichte erzählt Vianne ihrer Tochter von ihrem Vater, Anouks Großvater, einem Apotheker, der im Frühjahr 1927 mit der pharmazeutischen Gesellschaft eine Forschungsreise nach Mittelamerika unternahm, wo er zum ersten Mal naturbelassenen Kakao mit einer Prise Chilipfeffer zu trinken bekam, dasselbe Getränk also, wie es die alten Maya bei ihren heiligen Zeremonien zu sich nahmen. Dort lernte der Großvater auch seine Ehefrau kennen und lieben: die Nomadin Chiza. Von ihrer Mutter erbte Vianne Rocher den Drang, mit den uralten Kakao-Rezepten von Ort zu Ort zu ziehen.
Als Vianne eine Gruppe am Fluss Tannes kampierender Bootsvagabunden auf das Herzlichste begrüßt und sich später auf ein Verhältnis mit dem Zigeuner Roux einlässt, initiiert Reynaud mit einer Flugblatt-Aktion einen „Boykott gegen die Unmoral“ und will die unsteten „Flussratten“ in seiner Stadt nicht dulden. Dem zum Trotz lässt Armande die Feier zu ihrem 70. Geburtstag auf dem Boot Rouxs ausklingen und verbringt dort mit ihren Gästen einen ausgelassenen Abend. Unter den Gästen ist auch Luc, der sich zum Unmut Carolines mit Viannes Hilfe regelmäßig in der Chocolaterie mit seiner Großmutter getroffen und ein Porträt von ihr gezeichnet hat. 

Vom Ärger Reynauds ermutigt, zündet Serge in dieser Nacht die Boote an. Roux und seine Sippe ziehen weiter. Vianne hält die Anfeindungen der Dorfbewohner nicht mehr aus und möchte ebenso weg, wird jedoch von ihrer Tochter davon abgehalten, die das unstete Leben leid ist. Armande, die an schwerem Diabetes leidet und versprochen hat, nach ihrer Geburtstagsfeier in ein Altenheim zu ziehen, ist zwischenzeitlich friedlich in ihrem Sessel entschlafen.
Reynaud ist entsetzt, als Serge ihm stolz erzählt, dass er "das Nötige" getan und die Boote angezündet hat, und jagt ihn aus der Stadt. Schließlich bricht Reynaud in Viannes Laden ein und beginnt diesen zu verwüsten. Während er die Schokoladenauslagen im Schaufenster zertrümmert, gelangt ein Schokoladensplitter auf seine Lippen. Der Geschmack überwältigt ihn und weckt seine lang unterdrückten Leidenschaften und Wünsche, so dass er sehr viel Schokolade isst und schließlich erschöpft in der Schaufensterdekoration einschläft. In dieser misslichen Lage findet ihn morgens der Pfarrer, der ihn mit Viannes Hilfe weckt. Er sieht ein, dass er im Unrecht war, und bittet Vianne um Verzeihung.
Die Geschichte endet mit einem großen Schokoladenfest mit Künstlern und Artisten, wobei die Bürger erstmals echte Lebenslust kosten. Selbst Reynaud, dessen Frau ihn vor Monaten verlassen hat, nimmt daran teil und kommt dabei seiner Sekretärin Caroline näher. Joséphine übernimmt die verlassene Kneipe von Serge und macht daraus das Café Armande. Zudem kehrt Roux im nächsten Sommer zu Vianne zurück.

## Auszeichnungen
Der Film war im Wettbewerb der Internationalen Filmfestspiele Berlin 2001 um den Goldenen Bären vertreten, konnte sich aber nicht gegen Patrice Chéreaus Erotikdrama Intimacy durchsetzen. Auf dem Palm Springs International Film Festival 2001 gewann Lasse Hallström den Publikumspreis.
Bei der Verleihung des Europäischen Filmpreises im Jahr 2001 gewann Juliette Binoche den Jameson-Publikumspreis als beste Darstellerin, für den auch Lena Olin nominiert war. Lasse Hallström war für den Jameson-Publikumspreis als bester Regisseur nominiert.
Bei der Oscarverleihung 2001 war Chocolat in den Kategorien Bester Film, Beste Hauptdarstellerin (Juliette Binoche), Beste Nebendarstellerin (Judi Dench), Bestes adaptiertes Drehbuch und Beste Filmmusik nominiert, musste sich aber in allen Kategorien anderen Filmen geschlagen geben. Für den Golden Globe war der Film in den Kategorien Bester Film – Komödie oder Musical, Beste Hauptdarstellerin in einem Musical oder einer Komödie (Juliette Binoche), Beste Nebendarstellerin (Judi Dench) und Beste Filmmusik nominiert.
Bei den BAFTA Awards 2001 erhielt der Film Nominierungen in den Kategorien Beste Hauptdarstellerin (Juliette Binoche), Beste Nebendarstellerin (Lena Olin und Judi Dench), Bestes adaptiertes Drehbuch, Beste Kamera, Bestes Szenenbild, Beste Kostüme und Beste Maske. Den San Diego Film Critics Society Award gewann Robert Nelson Jacobs 2000 für das Beste adaptierte Drehbuch. Er war auch für den USC Scripter Award und den Writers Guild of America Award nominiert. Judi Dench war für den Satellite Award als Beste Nebendarstellerin in einem Drama nominiert. Sie gewann außerdem den Screen Actors Guild Award als Beste Nebendarstellerin. Für diesen Preis war der Film auch in den Kategorien Bestes Ensemble eines Spielfilms und Beste Hauptdarstellerin nominiert.
Die American Cinema Editors nominierten Andrew Mondshein in der Kategorie Bestgeschnittener Spielfilm – Komödie oder Musical. Die Art Directors Guild zeichnete David Gropman, John Frankish, Lucy Richardson und Louise Marzaroli mit dem Exzellentes-Szenenbild-Preis aus. Die British Society of Cinematographers nominierte Roger Pratt für den Preis für die beste Kamera. Renee Ehrlich Kalfus wurde für den Costume Designers Guild Award für Exzellente Kostüme in einem Spielfilm – Fantasy nominiert. Rachel Portman wurde für die Filmmusik zu Chocolat 2001 für den Oscar sowie den World Soundtrack Award und 2002 für den Grammy nominiert.
Bei den Japanese Academy Awards 2002 war Chocolat als Bester ausländischer Film nominiert. In derselben Kategorie war der Film für den italienischen Filmpreis David di Donatello nominiert. Für den spanischen Goya war der Film als Bester europäischer Film nominiert. Die Gilde deutscher Filmkunsttheater zeichnete ihn 2002 als Besten ausländischen Film mit einem Gilde-Filmpreis in Gold aus.
Den mit Besucherzahlen verbundenen Box Office Germany Award erhielt der Film 2001.

## Kritiken
film-dienst schrieb über den Film: „Romantische Komödie mit berührenden und tragikomischen Momenten, die für Toleranz und die Würde des Menschen ebenso wie für Sinnlichkeit und Lebensfreude plädiert. In ihrer symbolhaften Persiflage durchaus erheiternd, krankt sie an einer allzu glatten und vorgestrigen Inszenierung, die ihre offenkundigen Vorbilder nur augenblicksweise erreicht.“
Der renommierte US-amerikanische Filmkritiker Roger Ebert meinte in der Chicago Sun-Times vom 22. Dezember 2000, der Film sei „entzückend“ (charming) und „skurril“ (whimsical) und Binoche regiere als eine gelassene und weise Göttin.